# Gonomyia (Gonomyina) persimilis
Gonomyia (Gonomyina) persimilis is een tweevleugelige uit de familie steltmuggen (Limoniidae). De soort komt voor in het Neotropisch gebied.